# Ik ben woedend
"Ik ben woedend" was de naam van een protestkaartenactie die in 1993 werd georganiseerd in Nederland, naar aanleiding van een rechts-radicale aanslag in de Duitse stad Solingen waarbij vijf mensen van Turkse afkomst omkwamen.

## Aanleiding

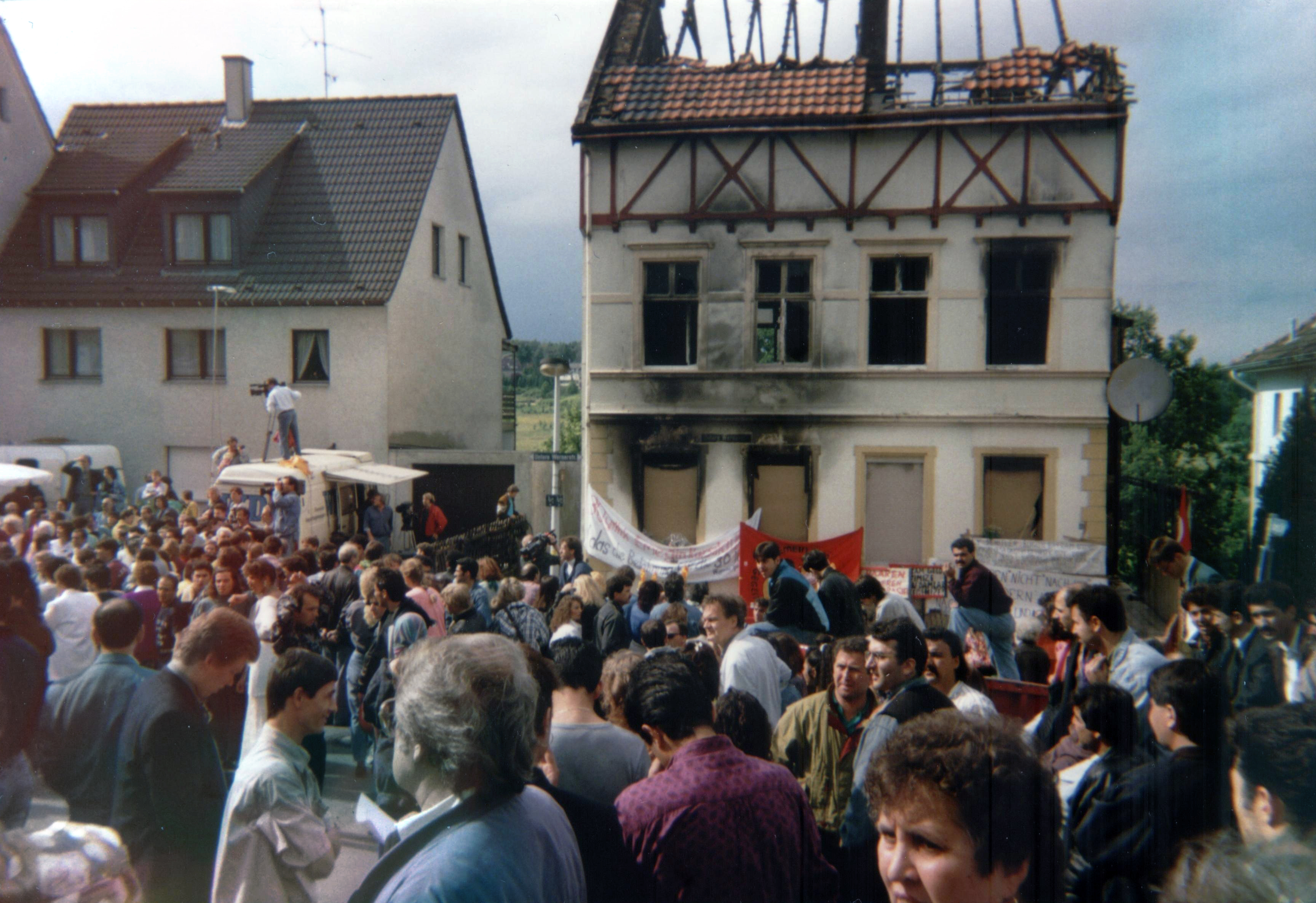
Het huis in Solingen na de brand

Achtergrond van de actie was een aanslag die dat jaar had plaatsgevonden in de Duitse stad Solingen (deelstaat Noordrijn-Westfalen). Een groep van vier Duitse als extreemrechts omschreven jongeren uit die plaats had in de nacht van 28 op 29 mei met benzine en papierproppen brand gesticht in de hal van een huis waarin de Turkse familie Genç woonde. Dit veroorzaakte een uitslaande brand, die de bewoners in hun slaap verraste. Vijf bewoners (twee vrouwen, drie meisjes) kwamen om en veertien anderen raakten gewond, van wie sommige ernstige brandwonden opliepen. De jongeren hadden onder andere hun woede willen koelen over het feit dat drie van hen wegens dronkenschap uit een verenigingsgebouw waren gezet door Turkse bezoekers.
De aanslag schokte de bevolking van Duitsland en veel andere landen. Het kwam onder meer tot een blokkade van een autosnelweg bij de luchthaven van de toenmalige zetel van de Duitse regering Bonn en tot ernstige ongeregeldheden in het centrum van Solingen. Een minister die de plek des onheils bezocht werd voor moordenaar uitgemaakt, regeringsleiders zoals bondskanselier Helmut Kohl zagen zich genoodzaakt via de media tot kalmte te manen.
De aanslag stond niet op zichzelf; dat jaar en het jaar ervoor vonden in Duitsland vele aanslagen met een rechts-extremistische achtergrond plaats, sommige eveneens met dodelijke afloop. Er werden hardere maatregelen tegen rechts-extremisme aangekondigd.

## Actie
In Nederland speelde het populaire KRO-ochtend radioprogramma The Breakfast Club (Radio 3 FM) in op de ook in dat land ontstane verontwaardiging over de gebeurtenis in Solingen. De diskjockeys Peter van Bruggen en Jeanne Kooijmans werden aanvoerders van een actie om briefkaarten met het opschrift "Ik ben woedend" naar Helmut Kohl op te sturen. In openbare gelegenheden en televisiemagazines waren exemplaren te vinden om in te vullen en op de post te doen. "Vijf onschuldige vrouwen en meisjes zijn levend verbrand, alleen maar omdat ze buitenlander zijn. Via deze briefkaart wil ik laten weten dat ik verbijsterd ben", stond er als motivatie op te lezen. De actie was een groot succes. Uiteindelijk werden er 1,2 miljoen protestkaarten bezorgd bij de Duitse regering in Bonn.

## Reacties
De actie oogstte echter ook veel kritiek, in zowel Nederland als Duitsland. Hierbij werd het spreekwoordelijke 'opgeheven vingertje', de als typisch Nederlands beschouwde neiging tot moraliseren, aan de kaak gesteld. Ook het feit dat deze actie kennelijk voorbijging aan de massale protesten die in Duitsland zelf tegen dergelijke aanslagen waren gehouden en die in de Nederlandse media weinig aandacht hadden gekregen, stuitte diverse critici tegen de borst. Er waren echter ook opiniemakers, zoals de Duitse schrijver Günter Wallraff, die van mening waren dat het een waardevolle bijdrage was geweest aan het aanzetten van het Duitse volk tot zelfonderzoek.